# Särtryck
Ett särtryck är en separat tryckning av en text, till exempel en artikel ur en tidskrift eller ett enstaka kapitel ur en bok. Kallas även separattryck och (i Finland) övertryck.